# جهانگردی مارکوپولو
جهانگردی مارکوپولو کتابی از ویکتور شکلوفسکی با ترجمهٔ محمد محمدلوی عباسی است که در سال ۱۳۳۴ منتشر و برندهٔ جایزه کتاب سال سلطنتی شد.